# Riccardo Broschi

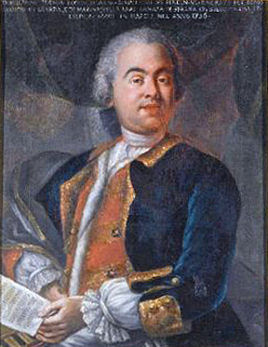
Riccardo Broschi

Riccardo Broschi (auch Brosca) (* um 1698 in Neapel; † 1756 in Madrid) war ein italienischer Komponist des Barock.

## Leben
Ricardo Broschi studierte Komposition am Conservatorio Santa Maria di Loreto und arbeitete während der ersten Berufsjahre in seiner Geburtsstadt. 1725 hatte hier seine einzige Komische Oper ihre Uraufführung. Europaweit bekannt wurde er zur damaligen Zeit besonders aufgrund der Werke, die sein Bruder Carlo, der berühmte Farinelli, sang, und die Riccardo Broschi eigens für diesen schrieb. So zum Beispiel die Rolle des Epitides im Bühnenwerk Merope (1732). Riccardo Broschi komponierte zwischen 1728 und 1735 mindestens sechs Heldenopern. Zudem beteiligte er sich an verschiedenen Pasticcios.
1736 und 1737 war er am Hofe Carl Alexanders von Württemberg in Stuttgart als „compositore di musica“ engagiert. Hier gelangte Anfang 1737 seine Oper Adriano in Siria zur Aufführung. Der plötzliche Tod des Herzogs am 12. März 1737 beendete frühzeitig seinen Aufenthalt in Stuttgart. Er zog 1740 in die Nähe seines Bruders nach Madrid.
Das Verhältnis der Brüder Broschi wird in dem Film Farinelli, der Kastrat (1994) beleuchtet.
Das Bühnenwerk Merope wurde 2019 bei den Innsbrucker Festwochen der Alten Musik gegeben.